# Lento Violento
Lento Violento je stil elektroničke plesne glazbe koji je nastao u Italiji. Samo ime u prijevodu znači sporo i nasilno, i kao takav, stil obično drži tempo između 70 i 130 BPM-a. Sastoji se od hard kickova (slično kao kickovi kakve možemo naći u hardcoreu ili hardstyleu, ali svira vrlo usporenim tempom), uzoraka glasova te mračnih i acid zvukova ili loopova.

## Nastanak
Prve pjesme sa zvukom Lenta Violenta su Ottomixova "Ibiza" iz 1998. i Alex Castellijeva pjesma "Enjoy" u Ottomixovoj ko-produkciji. Tada se taj zvuk još nije nazivao "Lento Violento". Ove pjesme imaju utjecaje iz ostalih techno i trance-orijentiranih radova kao što su "Mauro Picotto's Lizard", "Iguana", "Pulsar", "Tuttincoro" ili "Raggattak" izvođača Jomana (Joya Kitikontija), a sve su iz talijanske izdavačke kuće BXR.
Dok su neke pojedine pjesme bile popularne u klubovima, sam stil još nije bio utvrđen dok poznati talijanski DJ Gigi D'Agostino nije počeo s nizom produkcija 2003., kao Ripassa. Doista, skovao si je umjetničko ime za ovaj stil, i objavljivao je većinu svojih Lento Violento pjesama u svojoj izdavačkoj kući Noise Maker tako koristivši umjetnička imena kao npr. "Dottor Dag", "Lento Violento Man", "Uomo Suono", "Orchestra Maldestra" ili "La Tana Del Suono" kako bi mogao odvojiti te pjesme od svojih italodance radova.
Ostali izvođači su počeli producirati slične radove nakon uspjeha ovoga stila. Također je objavljeno nekoliko CD kompilacija s Lento Violento glazbom, a takav primjer je serija kompilacija Movimentolento.

## Vanjske poveznice
- Izdavačka kuća Noise Maker (Discogs)